# Pothatturpettai
Pothatturpettai là một thị xã của quận Thiruvallur thuộc bang Tamil Nadu, Ấn Độ.

## Nhân khẩu
Theo điều tra dân số năm 2001 của Ấn Độ, Pothatturpettai có dân số 18.698 người. Phái nam chiếm 51% tổng số dân và phái nữ chiếm 49%. Pothatturpettai có tỷ lệ 58% biết đọc biết viết, thấp hơn tỷ lệ trung bình toàn quốc là 59,5%: tỷ lệ cho phái nam là 70%, và tỷ lệ cho phái nữ là 45%. Tại Pothatturpettai, 16% dân số nhỏ hơn 6 tuổi.